# Полозун Ігор Юрійович
Полозун Ігор Юрійович (нар. 23 жовтня 1985, м. Київ) — український економіст та правознавець,  Голова Бучанської районної державної адміністрації Бучанського району Київської області (з 25 грудня 2024 р.).

## Життєпис
Народився 23 жовтня 1985 року у місті  Києві.

### Освіта
У 2007 році закінчив Київський національний торгово-економічний університет зі ступенем навчання «Бакалавр» з кваліфікацією менеджера зовнішньоекономічної діяльності. У 2008 році у цьому ж закладі отримав ступінь «Спеціаліст».
У 2018 році закінчив Національну академію державного управління при Президентові України отримавши кваліфікацію – магістр державного управління.
У 2019 році закінчив Київський національний університет імені Тараса Шевченка за спеціальністю «Правознавство» з кваліфікацією – магістр права.
У 2022 році закінчив Інститут інноваційної освіти Київського національного університету будівництва та архітектури отримавши спеціальність – магістр соціальних та поведінкових наук.

### Кар'єра
З 2006  по 2011 рік працює провідним та головним спеціалістом у відділах споживчого ринку та платних послуг управління з питань підприємницької діяльності, сфери послуг та споживчого ринку, захисту прав споживачів управління з питань підприємницької діяльності, сфери послуг та споживчого ринку, контролю за благоустроєм району та організаційного відділу Шевченківської районної в місті Києві державної адміністрації.
З 2013 по 2023 рік працює провідним спеціалістом, головним спеціалістом, заступником начальника структурного підрозділу з питань контролю за благоустроєм Департаменту міського благоустрою та збереження природного середовища виконавчого органу Київської міської ради Київської міської державної адміністрації.
З травня  2024 року був перший заступником голови, а з 28 травня призначений в. о. голови Бучанської районної державної адміністрації Київської області .
25 грудня 2024 року Розпорядженням Президента України призначений Головою Бучанської районної державної адміністрації Київської області.